# Fimmvörðuháls

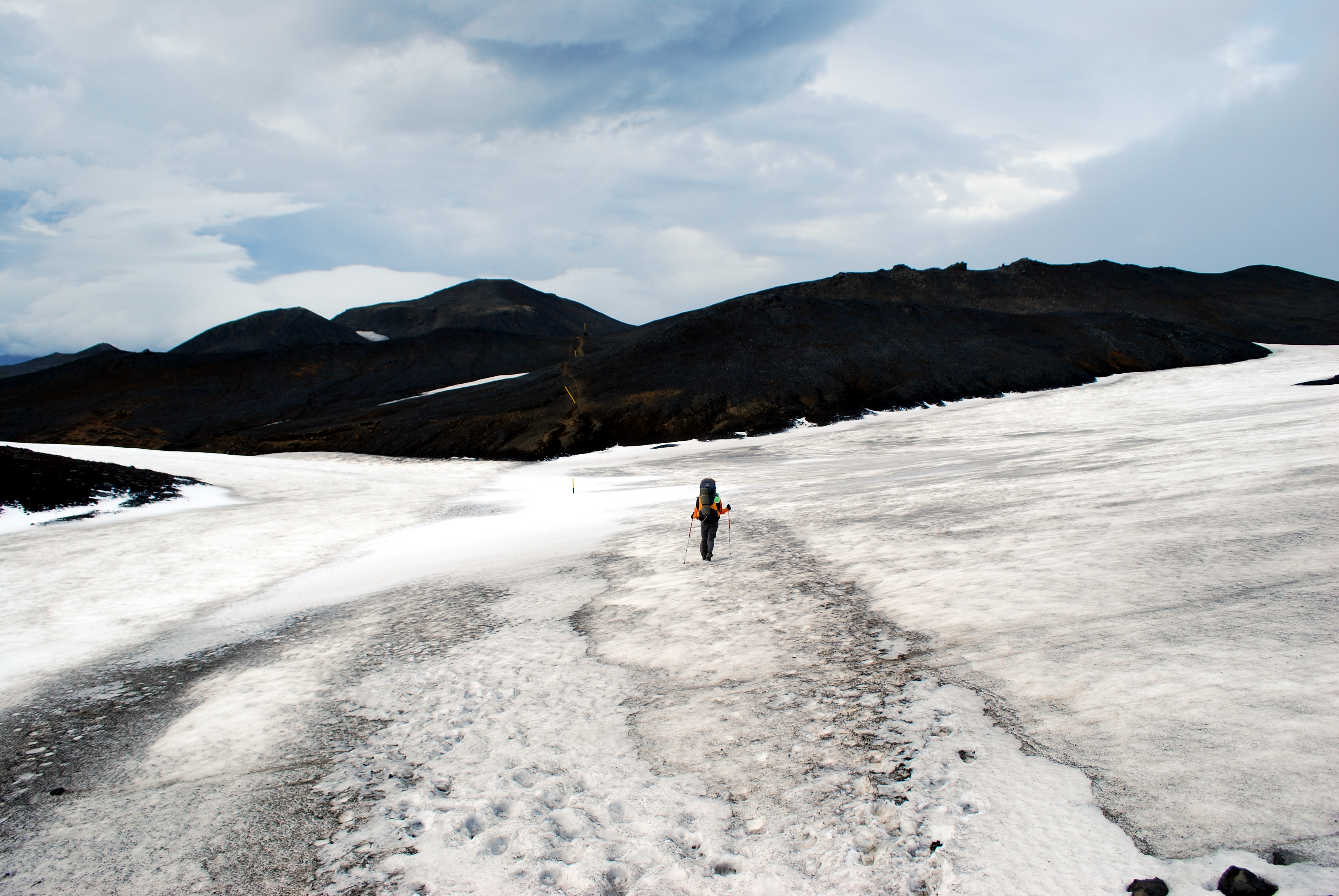
Uppe på Fimmvörðuháls

Fimmvörðuháls är en högplatå på södra Island. Platån bildar ett pass mellan de båda jöklarna Eyjafjallajökull i väst och Mýrdalsjökull i öst. Norrut avgränsas Fimmvörðuháls av dalen Þórsmörk, söderut av slänten Skógarheiði.
Namnet Fimmvörðuháls kan översättas till ”de fem rösenas höjdkedja”, och avser de stenrösen som markerar vandringsleden från Skógar till Þórsmörk.

## Geologisk beskrivning
Fimmvörðuháls hör till den aktiva östra vulkanzonen på Island, som sträcker sig från Västmannaöarna över Eyjafjalla- och Mýrdalsjökull upp mot Vatnajökull och till Grímsvötn. Vulkanzonen är i sin tur uppdelad flera vulkansystem med sina sprickvulkaner och centralvulkaner, varvid Mýrdalsjökulls i norr nästan når till Grímsvötn.
Det 1 116 meter höga passet Fimmvörðuháls ligger omedelbart mellan de båda vulkanerna Eyjafjallajökull och Mýrdalsjökull, som befinner sig väster respektive öster om den. Transversella sprickor förbinder de bägge glaciärvulkanerna.
I modern tid har de varit Islands mest aktiva vulkansystem. I båda systemen förekommer såväl enorma effusiva som explosiva eruptioner.
Eyjafjallajökull producerar material med annan kemisk sammansättning än Mýrdalsjökull, som därför vanligen inte räknas till det systemet. Trots det finns det uppenbarligen en förbindelse mellan dem, då Eyjafjallajökulls få utbrott under de senaste tusen åren alltid inneburit utbrott i Mýrdalsjökull.

### Kratrarna
På Fimmvörðuháls-passet ligger talrika rader av kratrar och palagonitryggar parallellt med varandra. De är för ovanlighets skull riktade från väst till öst och förbinder därmed Eyjafjallajökull- och Mýrdalsjökull-systemen.
Under den senaste istiden tills för cirka 11 000 år sedan täcktes området av en glaciär. Kratrarnas ålder har varit något omstritt; några vetenskapsmän har menat att kratrarna härstammar från mellanistiden. Det faktumet att slaggkratrarna på Fimmvörðuháls knappt uppvisar några tecken på att vara nötta av glaciär indikerar emellertid att de har uppstått i efterhand. Å andra sidan finns det söder om Fimmvörðuháls några ryggar som består av palagonit och har därmed uppstått under glaciären.
Av de sammanlagt tio–tolv utbrottsplatserna på Fimmvörðuháls har ungefär sex–åtta varit aktiva efter istiden.
Fimmvörðuháls sydsluttning är täckt av basaltlager, som härstammar från den senaste mellanistiden.

### Utbrottshistoria

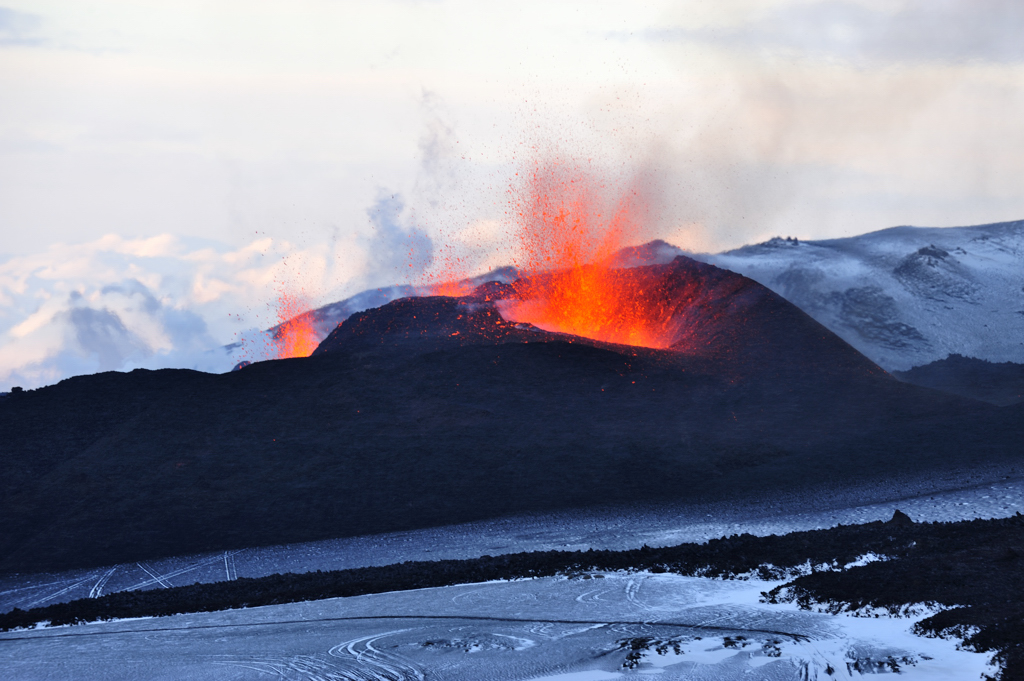
Eruption i Fimmvörðuháls 2010

Fimmvörðuháls är präglat av vulkanutbrott. Man har kunnat belägga att åtminstone mellan sex och åtta utbrott ägt rum efter den senaste istiden.

### Utbrottet 2010
Under 2010 pågick ett nytt vulkanutbrott på Fimmvörðuháls, som på grund av kemisk analys av det ejakulerade materialet räknas till Eyjafjallajökulls system. Utbrottet började den 20 mars strax före midnatt. Längs en flera hundra meter lång eruptionsspricka flödade till och med 8 april 2010 lava ut som huvudsakligen rann i nordöstlig riktning. En lavaström rann i Hvannárgil-klyftan. Den 31 mars 2010 öppnade sig en till, åtminstone flera hundra meter lång, spricka nordväst om den första eruptionssprickan. Lavan rann också huvudsakligen i riktning mot klyftan Hvannárgil.
Utbrottet var det första vulkanutbrottet i området sedan 1823. Det ledde till evakuering av omkring 500 människor i två närliggande byar och en rad internationella flygrutter till Keflavík International Airport ställdes in som en följd av våldsam rökutveckling från utbrottet.
I april följde ett utbrott i Eyjafjallajökull, och det fanns farhågor om att det här kunde utlösa ett mycket större utbrott i den närbelägna Katla.

## Vandringsleden Skógar–Þórsmörk

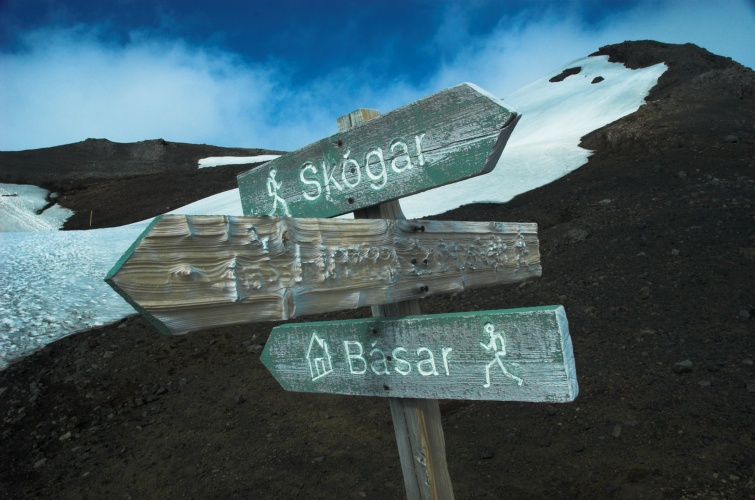
Vägvisare på Fimmvörðuháls

Över Fimmvörðuháls går en känd vandringsled från Skógar till Þórsmörk. Vandringssträckan är 22 kilometer lång och når upp till 1 000 meters höjd.

### Tyska artikelns referenser